# 対
対（つい、たい）とは、2つ一組で存在するものの場合に、その2つを一組とする見方の元でそれを指していう表現で、それらが対をなすという。

## 概要
特に、その2つが対象物の中で反対に位置するものをこう言うことが多い。つまり、そのものの軸に対して向かい合った位置に同等のものが存在する場合に、それらをまとめて言う表現である。
また名詞の前に置いて「～に対する」という意味で使うこともある。対戦車兵器や対米従属などの用例がある。二つの語に挟んで用いる場合は、双方が競争の相手、比較の対象であることを意味するようになる（「阪神対巨人」、「二対一」など）。
その他、引き分けを意味するタイ（tie）の音訳としてや、対屋（ついのや）の略称としての用例が存在する。

## 各分野での用法
- 数学

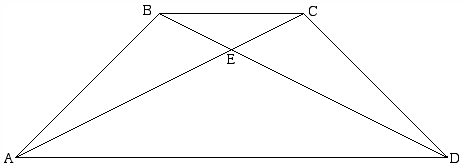
線分ACおよび線分BDがこの図形の対角線である

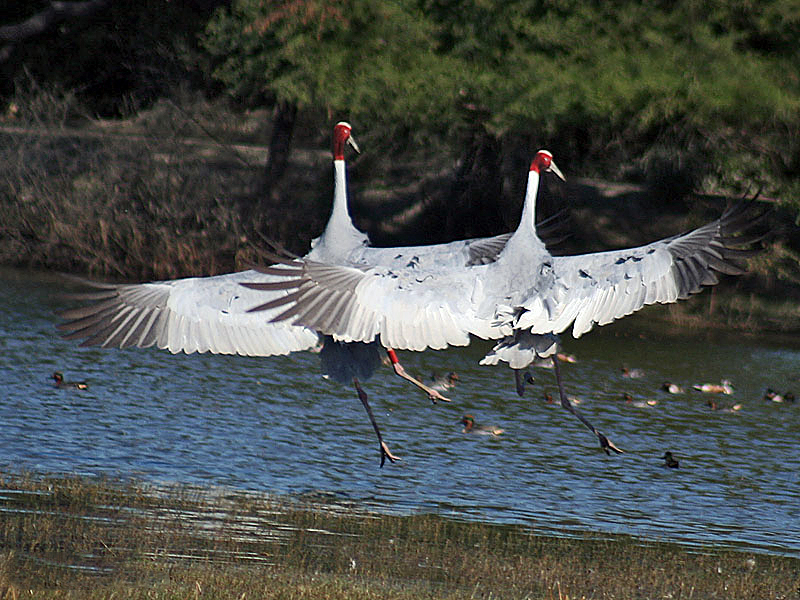
ツルのつがいのダンス

  - 幾何学では、図形の中で向き合う位置にあるもの同士をこの名で呼ぶ。向き合う位置にある角を対角、それを結ぶ線分を対角線という。
  - 比では、「a:b」を「a対b」と読む。
- 物理学
  - 電子対
  - 対生成・対消滅
  - 熱電対
  - 対流
- 生物学
  - 複数個体においてはつがいを構成する二個体をまとめて一対という。
  - 一個体についてみれば、生物個体ではその部分である器官などは体の主軸に対して左右相称の位置に発達する例が多く、正中線からはずれた位置のそれは結果的に対をなして発達する。
  - 外部においては付属肢は往々にして対をなす。魚類においては対をなす鰭を対鰭という。
  - 植物では葉などの器官は互い違いに出るのがむしろ普通であるが、これが対をなして生じるのを対生（たいせい）という。
  - 染色体には多くの生物で同一細胞内に同型のものが2つずつ、つまり1対ずつある（相同染色体）。減数分裂時にはこれらが互いに接着し、これを対合という。